# Molly Holly
Nora Kristina Benshoof (de soltera Greenwald, 7 de septiembre de 1977) conocida también como Molly Holly y Mighty Molly, es una luchadora profesional retirada estadounidense conocida por su paso en la World Championship Wrestling y World Wrestling Federation (ahora conocida como WWE). Nora fue dos veces Campeona Femenina de la WWE, una vez campeona hardcore de la WWE y en 2021 
fue inducida como miembro del Salón de la Fama de la WWE.
Greenwald comenzó su carrera profesional en la WCW, donde también trabajo como entrenadora. En la WWE ella fue parte de los Holly Cousins, esa alianza era parte una Storyline. Ella posteriormente se alió con The Hurricane. En WrestleMania XX ella participó en la única lucha femenina hasta el momento tipo campeonato contra cabellera enfrentado a Victoria. 
Fuera de la lucha libre, ha participado en actividades religiosas, especialmente en obras en Guatemala, y voluntariado para varias caridades.

## Primeros años
Al crecer, Greenwald no tenía planes para ser una luchadora, pero ella siempre afirmó que quería participar en American Gladiators. Se capacitó para ser powerlifter a la edad de 14 años, ella rompió el récord de powerlifting del estado de Minnesota (75 libras) en su grupo de edad mediante el levantamiento de 100 libras. También formó como gimnasta. Más tarde, comenzó en la lucha por diversión, no porque "quería a ser en la televisión. " Tan pronto como se graduó de Forest Lake High School en el año 1996, Nora dejó a su casa con $ 200 y un Oldsmobile'65, que llevó desde Minnesota a Florida. 
Antes de su formación como luchadora, Greenwald era empleada en un Subway y también fue agente de Telemercadotecnia. Mientras trabajaba en Subway, un amigo le sugirió a Nora que se probara en el mundo del Wrestling y por curiosidad, ella lo hizo. Durante la ceremonia de inducción de Beth Phoenix al WWE Hall of Fame, Beth reveló que Nora fue quien financió su carrera en la lucha libre, además de que también le regaló atuendos de lucha libre e indumentaria correcta para entrenar.

## Carrera

### Inicios
En 1997, Greenwald comenzó a entrenar para ser luchadora bajo la tutela de Dean Malenko en Tampa, Florida. Greenwald debutó el 2 de agosto de 1997 en la World Professional Wrestling Federation (WPWF) bajo el nombre Starla Saxton. Greenwald luchó en circuitos independientes en 1997 y 1998, ganando dos campeonatos. El 21 de agosto de 1998, ganó a Malia Hosaka para ganar el "New Dimension Wrestling Women", pero lo perdió un día después frente a Hosaka. Apareció tanto en la World Wrestling Federation como en la World Championship Wrestling como Starla Saxton.

### World Wrestling Federation / Entertainment (2000-2005)

#### 2000-2001
Al firmar un contrato con la World Wrestling Federation, fue enviada a su campo de entrenamiento en Memphis Championship Wrestling. Se convirtió en mánager de William Regal y era conocida como Lady Ophelia. Mientras estaba allí, se enfrentó a luchadoras como The Kat, Bobcat y Victoria. En 2000, reapareció en la World Wrestling Federation como Lady Ophelia, luchando en dark-matches y siendo la mánager de William Regal.  
Nora hizo su debut oficial en el programa Raw el 6 de noviembre del 2000, como Molly Holly, la prima de Hardcore Holly y Crash Holly formando así The Holly Cousins empezando un feudo con el equipo dirigido por Trish Stratus T&A (Test & Albert), ganando su primera pelea en PPV derrotando a dicho equipo en una pelea de 3vs3 en el evento Survivor Series. En Armageddon se enfrentó a Trish Stratus y Ivory por el Campeonato Femenino, pero ganó esta última.  
Más tarde al siguiente año, The Holly Cousins empezaron un feudo con The Dudley Boyz y Molly comenzó una relación amorosa con el hermano menor de la familia de los Dudley, Spike Dudley. En mayo junto a Ivory tuvieron un pequeño feudo con Chyna y su compañera Lita. En septiembre de 2001, Molly dejó a Spike para convertirse en Mighty Molly compañera del superhéroe The Hurricane, pasando así a ser heel. El 3 de noviembre en Rebellion hizo equipo con Stacy Keibler siendo derrotadas por Lita y Torrie Wilson. En Survivor Series participó en un 6-pack Challenge por el vacante Campeonato Femenino que había dejado Chyna, siendo la ganadora Trish Stratus.  

#### 2002
En Wrestlemania X8 Molly traicionó a The Hurricane arrebatándole su Hardcore Championship, sin embargo minutos después perdió el título después de que Christian le estrellara una puerta en la cara y le hiciera el conteo de tres. Esto hizo que se enfrentara a The Hurricane el 19 de marzo en SmackDown, pero el combate quedó sin resultado después de que ambos fueran atacados por Brock Lesnar.
Tras abandonar a The Hurricane, volvió a su antiguo nombre Molly Holly, además regresó con un drástico cambio de look debido a su nuevo gimmick siendo una villana que denigraba a las otras luchadoras ya que según ella se exponían mucho o no eran políticamente correctas. El 1 de abril comenzó un feudo con Trish Stratus tras atacarla con un palo durante Raw. El 15 de abril en Raw fue derrotada por Stratus en un combate para convertirse en la retadora n.º 1 al Campeonato Femenino de Jazz. En Insurrextion hizo equipo con Jazz siendo derrotadas por Stratus y Jacqueline. El 23 de junio en el evento King of the Ring saldría como vencedora y ganó por primera vez el Campeonato Femenino tras derrotar a Trish Stratus. El 8 de julio en Sunday Night Heat retuvo el título ante Jacqueline. El 2 de septiembre participó en el primer intergender tag team tables match haciendo equipo con Christopher Nowinski y siendo derrotados por Stratus y Bubba Ray Dudley. El 9 de septiembre en Sunday Nigth Heat volvió a retener el título contra Jacqueline. La rivalidad entre Trish Stratus y Molly continuó hasta Unforgiven en el cual perdió el Campeonato Femenino. El 28 de octubre en Raw tuvo su revancha en una triple amenaza contra Stratus y Jacqueline, siendo derrotada.

#### 2003

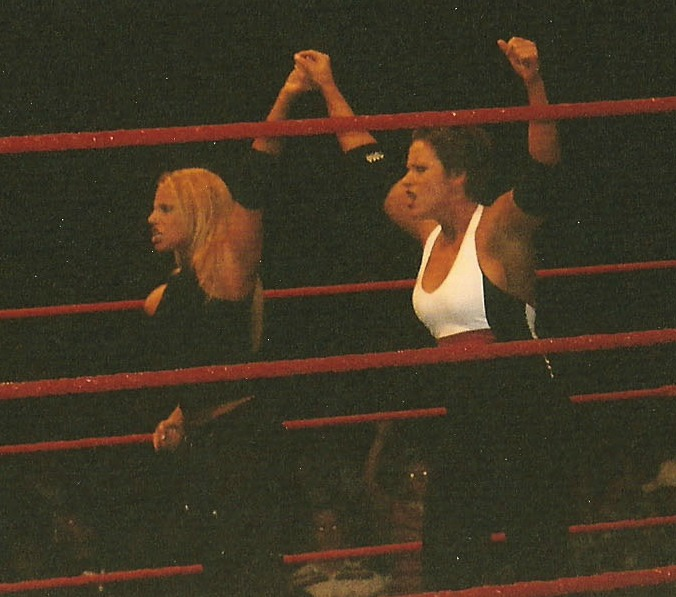
Molly Holly junto a Trish Stratus en un evento en vivo en octubre de 2004.

El 3 de febrero en Raw fue derrotada por Victoria y tras la lucha fue atacada por Jazz. Tras esto, el 17 de febrero en Raw cambió a face haciendo equipo con Jacqueline siendo derrotadas por Victoria y Jazz. El 24 de febrero en Sunday Night Heat se enfrentó a Victoria por el Campeonato Femenino, siendo derrotada. Poco después Holly volvió a heel, teniendo varios combates contra Jacqueline. El 30 de junio en Raw participó en un batte royal por el Campeonato Femenino, pero el combate fue ganado por la debutante Gail Kim.
El 28 de julio en Raw ganó por segunda vez el Campeonato Femenino tras vencer a Gail Kim. No obstante, en agosto, Gail Kim y Molly formarían una alianza en contra de Trish Stratus, derrotándola a ella y a compañeras como Ivory y Jacqueline. El 15 de septiembre en Raw, junto a Kim derrotaron a Stratus en un handicap match, tras la lucha siguieron atacándola hasta que fue salvada por Lita. Debido a esto, en Unforgiven junto a Gail Kim fueron derrotadas por Lita y Trish Stratus. En Survivor Series retuvo el título tras derrotar a Lita. En Armageddon volvió a retener el título esta vez frente a Ivory. El 29 de diciembre en Raw participó en un Santa's Little Helper Tag Team Match haciendo equipo con Victoria y Jackie Gayda siendo derrotadas por Lita, Trish Stratus y Stacy Keibler. Tras la lucha fue atacada por Victoria, comenzando un feudo con ella.

#### 2004-2005
Royal Rumble fue derrotada por Victoria en una lucha no titular. El 23 de febrero en Raw perdió el Campeonato Femenino ante Victoria, en un combate donde también participaban Lita y Jazz. Enfurecida por esto exigió su revancha en Wrestlemania XX la cual le fue aceptada pero con la condición de que fuera una lucha Título vs Cabellera. Finalmente en WrestleManía, Holly perdió el combate y como consecuencia fue rapada por Victoria tras el combate. Debido a esto, las siguientes semanas en Raw apareció durante sus combates con una peluca, la cual muchas veces era quitada por sus rivales, así como en una lucha contra Nidia. El 5 de abril en Raw participó en un battle royal por ser la contendiente m.º 1 al Campeonato Femenino, pero fue eliminada. En Backlash junto a Gail Kim atacaron a Lita y Victoria tras su combate, teniendo varios combates contra ellas las semanas siguientes. El 11 de julio en Vengeance fue derrotada por Victoria. En SummerSlam formó equipo con las luchadaras de Raw enfrentándose a las participantes del Diva Search en un Diva Dodgeball, siendo derrotadas. En Taboo Tuesday participó en un battle royal por el Campeonato Femenino, pero fue la última eliminada por Trish Stratus. El 22 de noviembre en Raw volvió a enfrentarse a Trish Stratus y Lita por el Campeonato Femenino, pero no logró ganar.
El 10 de enero en Sunday Night Heat fue derrotada por Trish Stratus en un combate por el Campeonato Femenino. El 11 de abril en Raw tuvo su último combate haciendo equipo con Trish Stratus siendo derrotadas por Victoria y Christy Hemme. Finalmente, en abril de 2005 pidió su salida de la empresa.

#### Salón de la fama y apariciones esporádicas  (2007-presente)
El 10 de diciembre de 2007 en el 15 aniversario de Raw, hizo una aparición en un segmento en el backstage junto a William Regal, Mickie James y Hornswoggle. El 5 de abril de 2009 en WrestleMania XXV, Nora participó en la batalla real para coronar a la Miss WrestleMania, sin embargo, fue eliminada por Beth Phoenix.
El 28 de enero del 2018 en Royal Rumble, hizo una aparición en el primer Royal Rumble Match femenino entrando con la #12, logrando eliminar a Sarah Logan y siendo posteriormente eliminada por Michelle McCool.
El 6 de abril, Nora fue la encargada de inducir a Ivory en el WWE Hall of Fame. El 28 de octubre en el primer PPV femenino del nombre WWE Evolution, participó en una batalla real donde ella y otros talentos femeninos del pasado eliminaron a The IIconics, pero no logró ganar ya que terminó siendo eliminada por Sonya Deville. El 26 de enero de 2020 en Royal Rumble, entró como la #3 bajo el nombre de su segundo personaje en WWE, Mighty Molly, pero no logró ganar al ser eliminada por Bianca Belair. El 10 de marzo de 2021, Holly fue anunciada como la primera incorporada al Salón de la Fama de la WWE de ese año. El 26 de junio anunció que empezó a trabajar como productora para WWE. El 29 de enero del 2022, participó de nueva cuenta en el Royal Rumble femenino entrando como la #27 bajo el nombre de Mighty Molly, sin embargo, fue rápidamente eliminada por Nikki A.S.H.

## Otros medios
Nora ha aparecido en ocho videojuegos de WWE, hizo su debut en WWF SmackDown! Just Bring It y posteriormente también participó en WWF Raw, WWE WrestleMania X8, WWE SmackDown! Shut Your Mouth, WWE Raw 2, WWE Day of Reckoning, WWE SmackDown! vs. Raw, WWE 2K20, WWE SuperCard y WWE 2K23.

## Campeonatos y logros
- New Dimension Wrestling
  - NDW Women's Championship (1 vez)
- World Professional Wrestling Federation
  - WPWF Women's Championship (1 vez)
- World Wrestling Federation / World Wrestling Entertainment
  - WWF Hardcore Championship (1 vez)
  - WWE Women's Championship (2 veces)
  - WWE Hall of Fame (2021)

## Luchas de apuestas
| Ganadora          | Perdedora               | Lugar                            | Evento          | Fecha               | Notas |
| ----------------- | ----------------------- | -------------------------------- | --------------- | ------------------- | ----- |
| Victoria (título) | Molly Holly (cabellera) | Ciudad de Nueva York, Nueva York | WrestleMania XX | 14 de marzo de 2004 | .     |